# Koninklijke enclaves

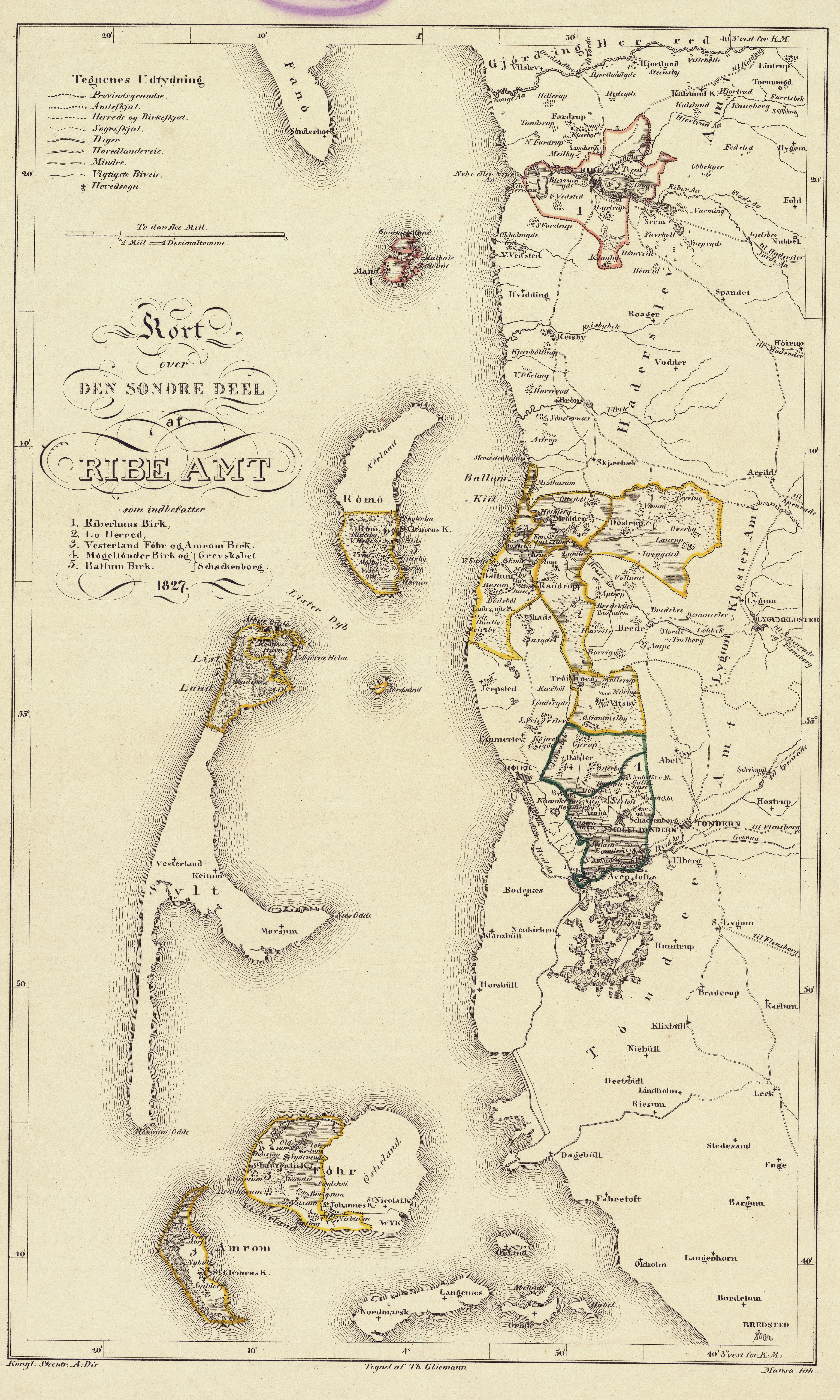
De enclaves op een kaart uit 1827

De Koninklijke enclaves (Deens: kongerigske enklaver) waren gebieden binnen het hertogdom Sleeswijk die deel van het koninkrijk Denemarken waren. Bestuurlijk waren de gebieden en gebiedjes onderdeel van het Deense Ribe Amt, kerkelijk maakten ze deel uit van het bisdom Ribe, terwijl de omgeving deel was van het bisdom Sleeswijk.
Bij de vrede van Wenen (1864) werden de enclaves overgedragen aan Pruisen. In ruil daarvoor kreeg Denemarken het eiland Ærø en een paar parochies bij Kolding en Ribe.
Sinds het Sleeswijkse referendum van 1920 behoren de enclaves tot Denemarken, met uitzondering van de noordpunt van Sylt (Listland), de westelijke helft van Föhr en het eiland Amrum, die Duits zijn gebleven.